# Яків Бородавка-Нерода
Яків Бородавка-Нерода (Яцько Бородавка) (? — 1621) — український полководець та політичний діяч, гетьман Війська Запорозького. Обраний наприкінці 1619 року виписними і нереєстровими козаками, які повстали проти польсько-шляхетського гніту і оволоділи Запорізькою Січчю, суперник Петра Сагайдачного.

## Життєпис
Про походження і ранній період життя Якова Бородавки не збереглося відомостей. Його родовим прізвищем було «Нерода», ним він підписував документи, а прізвисько «Бородавка» йому дали козаки. Якова Бородавку не раз обирали гетьманом Війська Запорозького. Вирізнявся політичним радикалізмом щодо відстоювання станових інтересів козацтва, а також віросповідної свободи православних українців та білорусів. Очолював морські походи на Тягиню 1619 року, Константинополь 9 серпня та Варну 1620 року.
Наприкінці 1619 року невдоволені Роставицькою угодою виписні козаки скинули з гетьманства поміркованого П. Конашевича-Сагайдачного й обрали гетьманом Якова Бородавку. Однак його гетьманський провід був недовгим — не пізніше лютого 1620 року Сагайдачний вернув собі гетьманську булаву. Проте, принаймні, від липня 1620 і до 30 серпня 1621 року гетьманський пост у Війську Запорозькому знову обіймав Яків Бородавка. У цей період за його активної політичної підтримки та організаційного сприяння єрусалимський патріарх Теофан III висвятив митрополита Іова Борецького і єпископів українсько-білоруської православної церкви.
У березні 1620 року до короля Сигізмунда III Вази було відправлено запорозьке посольство з вимогами легалізувати православну церковну ієрархію, позбавити унійне духовенство церковної влади і бенефіціїв та ін. В разі відхилення цих вимог козаки відмовлялися брати участь у війні Речі Посполитої з Османською імперією. Одночасно з відправкою цього посольства Яків Бородавка звернувся до канцлера литовського князя Х. Радзивілла з пропозицією укласти православно-протестантський політичний союз задля спільного відстоювання своїх конфесійних прав і свобод у Речі Посполитій, а також повідомив йому про намір запорожців розв'язати православно-унійні суперечності силовими методами. У цьому Якова Бородавку активно підтримував київський православний митрополит Іов Борецький.
У червні 1621 року в урочищі Суха Діброва зібралася козацька рада для розгляду питання про участь Війська Запорозького у війні проти Османської імперії. В раді взяли участь понад 50 тис. козаків та представники православного духовенства. Перед урядом Речі Посполитої були висунуті вимоги про дотримання конфесійних прав та свобод православних і відправлено послів до Варшави (у тому числі П. Конашевича-Сагайдачного та Й. Курцевича-Коріятовича).
За ухвалою ради понад 40-тисячне козацьке військо на чолі з Яковом Бородавкою виступило в похід проти османів. Однак гетьман не квапився з'єднуватися з коронним військом, очевидно, хотів дочекатися інформації від запорозьких послів про результати свого посольства. Разом з тим після поразки гетьмана Жолкевського під Цецорою він один насмілився здійснити похід в Молдову і прогнати на короткий час султанського ставленика Стефана IX Томшу. Козаки зруйнували місто Сороки і перемогли сілістрійського пашу, який загинув у бою.
Коли Сагайдачний вернувся з Варшави до козацького війська під Хотин, серед запорожців взяли гору ворожі до Якова Бородавки настрої. Як військовий провідник він був звинувачений у певних воєнних прорахунках і позбавлений гетьманської булави на користь Сагайдачного.
Багато історичних пісень повідомляють, що Бородавка гетьманував ще перед цим — після гетьмана Кішки і до 1606 року.